# Красное (Амурская область)
Кра́сное — село в Тамбовском районе Амурской области, Россия. Административный центр Красненского сельсовета.

## География
Село Красное стоит на левом берегу реки Амур, в 35 км ниже Благовещенска.
Дорога к селу Красное идёт на запад от районного центра Тамбовского района села Тамбовка (через Раздольное и Куропатино), расстояние — 44 км.
От села Красное на юг (вниз по левому берегу Амура) идёт дорога к селу Корфово.

## Население
| 2002 | 2010 | 2012 | 2013 | 2014 | 2015 | 2016 |
| ---- | ---- | ---- | ---- | ---- | ---- | ---- |
| 335  | ↘308 | ↘293 | ↘286 | ↘277 | ↘253 | ↘242 |
| 2017 | 2018 |      |      |      |      |      |
| ↗245 | ↗249 |      |      |      |      |      |